# گئورگ تر-استپانیان
گئورگ یسایو تر-استپانیان (ارمنی: Գեորգ Եսայու Տեր-Ստեփանյան؛ ۱۶ آوریل ۱۹۰۷ – ۴ دسامبر ۲۰۰۶) دانشمند در زمینه ژئومکانیک ارمنی‌تبار اهل کانادا بود.

## زندگی‌نامه
وی در آوریل ۱۶ [سبک قدیمی: آوریل ۳] ۱۹۰۷ در تفلیس به دنیا آمد و از دانشگاه فنی گرجستان فارغ‌التحصیل گشت.  وی عضو فرهنگستان ملی علوم ارمنستان بود. وی در ۴ دسامبر ۲۰۰۶ در سن ۹۹ سالگی در مونترآل، کانادا درگذشت.

## نگارخانه

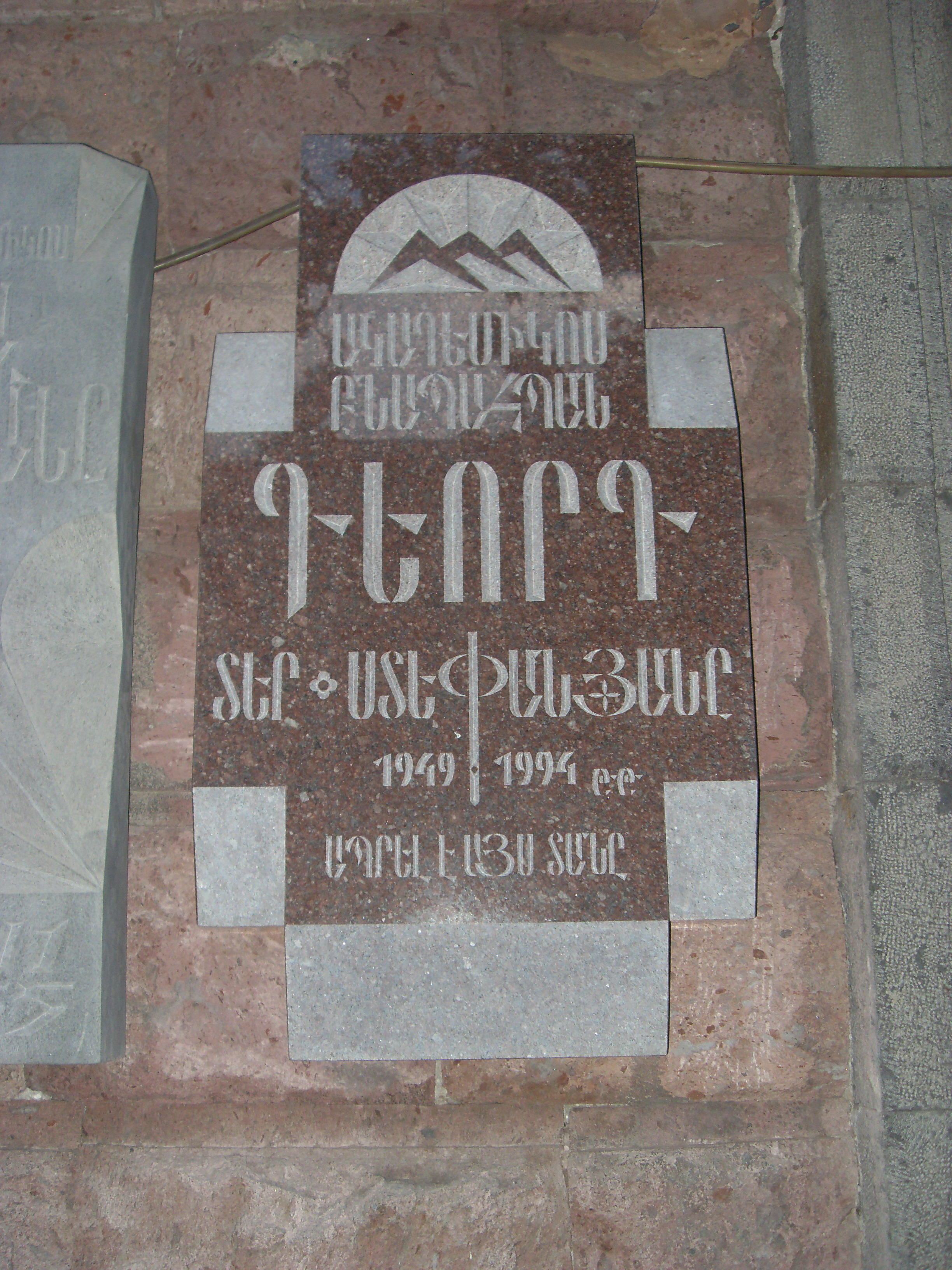